# Campagna
Campagna é uma comuna italiana da região da Campania, província de Salerno, com cerca de 15.518 habitantes. Estende-se por uma área de 135 km², tendo uma densidade populacional de 115 hab/km². Faz fronteira com Acerno, Contursi Terme, Eboli, Olevano sul Tusciano, Oliveto Citra, Postiglione, Senerchia (AV), Serre.

## Demografia

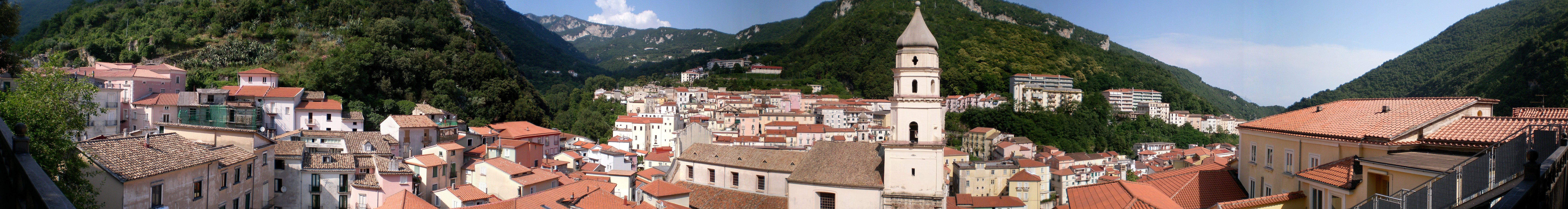

| Variação demográfica do município entre 1861 e 2011                               |
|                                                                                   |
| Fonte: Istituto Nazionale di Statistica (ISTAT) - Elaboração gráfica da Wikipedia |